# Hàn Huyền
Hàn Huyền (chữ Hán: 韓玄; ? —?) là một quan viên và tiểu lãnh chúa cát cứ thời Hán mạt trong lịch sử Trung Quốc.

## Theo sử liệu
Theo tài liệu Tam quốc chí, phần Thục thư lục, Hàn Huyền ban đầu phục vụ dưới trướng của quân phiệt Kinh Châu Lưu Biểu, giữ chức Thái thú Trường Sa (長沙太守), thay chức Tôn Kiên. Sau khi Lưu Biểu chết, con trai thứ Lưu Tông được phe đảng tôn lên kế vị chức Châu mục Kinh Châu. Không lâu sau, dưới áp lực của quân phiệt Tào Tháo, Lưu Tông đã đầu hàng. Phe con trường Lưu Kỳ, với sự hỗ trợ của Lưu Bị, quyết định không đầu hàng Tào Tháo, chiếm cứ Giang Hạ, liên minh với quân phiệt Tôn Quyền ở Giang Nam, cuối cùng đã đánh bại đại quân Tào Tháo trong trận Xích Bích. 
Mặc dù đại bại, phải rút đại quân về Bắc, Tào Tháo vẫn bố trí binh lực phòng thủ các quận Nam Dương, Nam quận và một phần Giang Hạ (phần còn lại Lưu Kỳ còn giữ được). Trong lúc quân Tôn Quyền kịch chiến trong 1 năm mới đẩy lùi quân Tào về Tương Dương, chiếm được Giang Lăng và mấy huyện phụ cận; Lưu Bị đã tôn Lưu Kỳ là Thứ sử Kinh Châu, đưa quân thu phục 4 quận phía Nam của Kinh Châu. Rất nhanh chóng, Thái thú Vũ Lăng Kim Toàn, Thái thú Trường Sa Hàn Huyền, Thái thú Quế Dương Triệu Phạm, Thái thú Linh Lăng Lưu Độ nhanh chóng quy phục Lưu Bị (trên danh nghĩa của Lưu Kỳ). Hàn Huyền vẫn được lưu chức Thái thú Trường Sa như trước. Một thuộc tướng của ông là Hoàng Trung, theo Lưu Bị vào Thục, lập được nhiều chiến công, được phong chức Thảo Lỗ tướng quân, trở thành thượng cấp của Hàn Huyền.
Không rõ Hàn Huyền qua đời khi nào, có lẽ trước chiến dịch của Tôn Quyền tập kích đánh chiếm 3 quận Linh Lăng, Quế Dương, Trường Sa từ tay Quan Vũ năm 214. Mộ của Hàn Huyền vẫn còn tồn tại cho đến ngày nay tại thành phố Trường Sa. Tài liệu "Hàn Huyền mộ ký" của Uông Ưng Thuyên thời nhà Thanh có chép Hàn Huyền là người "uy tín trí lược, có sức phục người", "khoan hậu, yêu người", "Huyền cùng 3 quận đầu hàng, quân không đổ máu, bách tính an lành, có thể nói là biết cái lý thuận nghịch, có đức an toàn", đánh giá rất cao với danh tiếng của Hàn Huyền.

## Trong Tam Quốc diễn nghĩa
Trong tiểu thuyết Tam quốc diễn nghĩa, tác giả La Quán Trung giới thiệu nhân vật Hàn Huyền là Thái thú ở Trường Sa, ông này xưa nay tính khí nóng nảy, giết người như ngóe, ai cũng oán ghét. Nhân vật Ngụy Diên thì cho rằng: Hàn Huyền là thằng tàn bạo bất nhân, khinh miệt hiền sĩ, ta nên giết đi mới phải. Theo Gia Cát Lượng thì Hàn Huyền "tuy chẳng ra gì", nhưng hắn có một viên đại tướng là Hoàng Trung sức địch muôn người.
Nhân vật Hàn Huyền sở hữu một con ngựa xám, sau này ông đã cho Hoàng Trung vì ngựa của Hoàng Trung già yếu và gãy chân trong trậngiao phong với Quan Vũ. Không những tính tình tàn bạo, Hàn Huyền là người đa nghi, ông ta luôn ghét và không trọng dụng Ngụy Diên vì tính kiêu ngạo. Đồng thời Hàn Huyền cũng là người hay nghi ngờ tấm lòng trung thành của Hoàng Trung.
Hàn Huyền đã sai bắt Hoàng Trung khi bị Quan Vũ đánh bại và sai đao phủ chém Hoàng Trung vì cho rằng Hoàng Trung cấu kết làm phản. Ngụy Diên sau đó đã làm loạn, giải cứu Hoàng Trung và dẫn người của mình xông vào phủ Hàn Huyền chém đứt đôi ông này, mở cửa thành và dâng đầu của Hàn Huyền cho Lưu Bị. Sau này theo lời yêu cầu của Hoàng Trung, cho chôn cất Hàn Huyền ở phía đông thành.

## Trong truyện tranh
Trong bộ truyện tranh Con trai rồng của Nhật Bản, Hàn Huyền không phải bị Ngụy Diên giết mà bị Trọng Đạt (Tư Mã Ý) giết bằng một nhát chém đồng thời tàn sát toàn bộ dân chúng trong thành Trường Sa nhằm cắt đứt hoàn toàn thông tin liên lạc giữa Hứa Đô và Kinh Châu để âm mưu làm phản Tào Tháo. Truyện này cũng không mô tả chi tiết Hàn Huyền tàn bạo, bất nhân như Tam Quốc diễn nghĩa.